# 甲缩醛
甲醛缩二甲醇，简称甲缩醛，结构式CH2(OCH3)2。

## 性质
无色、澄清、易挥发、有氯仿气味和刺激气味液体。溶于约3倍的水，与多数有机溶剂混溶。可燃。毒性不大，但可引起肾、肺衰竭。
受端基异构效应影响，甲缩醛分子主要采取邻交叉（Gauche）构象而非反叠（anti）构象。

## 制备
由一分子甲醛与两分子甲醇在浓硫酸催化下反应制备。
{\displaystyle \ HCHO+2CH_{3}OH\rightarrow CH_{2}(OCH_{3})_{2}+H_{2}O}

## 用途
用作阴离子交换树脂、人造树脂和香料的生产原料、溶剂、特种燃料，也作Grignard反应和Reppe合成的反应介质。